# La madrastra (telenovela de 1981)
La madrastra es una telenovela de la televisión chilena creada por Arturo Moya Grau, que se transmitió por Canal 13 entre el 21 de abril al 18 de septiembre de 1981, protagonizada por Yael Unger y Walter Kliche. Este clásico melodrama alcanzó altos índices de sintonía jamás vistos en la televisión chilena de la época y fue la primera telenovela de ese país en ser producida y difundida en color.
La serie, ambientada en Los Ángeles (EE. UU.) y Santiago entre 1961 y 1981, narra las memorias de Marcia Espínola, una mujer inocente acusada de asesinato en Estados Unidos, y que veinte años después es liberada de prisión, regresando a Chile para vengarse. La Madrastra, que logró una gran aclamación y un éxito comercial con un 80% de audiencia televisiva, se convirtió en una parte importante de la cultura popular chilena de la década de 1980. 
Dirigida por Óscar Rodríguez Gingins y compuesta por un total de 75 episodios, la serie ha sido calificada consistentemente por los medios latinoamericanos como uno de los mejores guiones de televisión en español de todos los tiempos, y ha sido reversionada varias veces por otras cadenas de televisión. La Madrastra ha sido citada como una influencia clave en las producciones televisivas chilenas que inspiran a los guionistas hasta ahora.  Las versiones internacionales han sido adaptadas y rebautizadas como Vivir un poco (1985), Para toda la vida (1996), Forever (1996), La madrastra (2005), ¿Quién mató a Patricia Soler? (2014), y la más reciente La madrastra (2022).
La telenovela vio su producción interrumpida brevemente producto del incendio del Estudio D, ocurrido el 20 de julio de 1981.

## Sinopsis
En el año 1961 un grupo de amigos chilenos viaja a Los Ángeles, Estados Unidos, por mero placer. Pero todo cambia cuando una noche en una de las habitaciones del hotel se escucha el sonido de un disparo, Marcia (Yael Unger), una de las que viajaban, es la primera en oírlo y va a la habitación a ver lo que ocurrió, y es allí donde encuentra a su amiga Patricia muerta en el piso, ella toma el arma homicída por accidente, y es acusada de ser la única sospechosa del asesinato. Meses más tarde, Marcia es declarada culpable y condenada a veinte años de cárcel, más aún luego de saberse que la víctima estaba embarazada. Todos a los que creía sus "amigos" le dan la espalda, incluso Esteban San Lucas (Walter Kliche) su marido, quien la deja en el país norteamericano y la obliga a firmar la anulación del matrimonio.
20 años después ya en el año 1981 Marcia se ha convertido en una mujer amargada, y en la presidiaria más antigua del lugar, todas las demás le tienen miedo y respeto por eso y solo mantiene contacto con su abogado, quien siempre ha creído en ella y trata de ayudarla a salir de la cárcel, y a través de cartas con el padre Belisario (Tennyson Ferrada) el sacerdote de Pomaire, quien le envía comida chilena y greda, con la cual Marcia hace figuras muy cotizadas, cuya venta le ha permitido amasar una gran fortuna. Uno de esos días, Marcia por fin queda en libertad y decide volver a Chile para averiguar quién es el asesino y vengarse de los que la traicionaron.
En cambio en Chile mientras que Esteban está a punto de casarse con Ana Rosa (Ana María Palma) una mujer que le "recuerda" a Marcia, aunque sus hijos, el responsable Héctor (Ramón Farías), la díscola Luna (Claudia Di Girolamo) y el inseguro Ricardo (Alberto Vega) no están de acuerdo con la unión, sobre todo porque se acerca un nuevo aniversario de la "muerte de su madre", ceremonia que Esteban inventó para hacerles creer que su madre había muerto y ocultarle así que era una asesina, para ello les inventó una madre falsa, poniendo una extraña mujer en las fotografías. En esa misma ceremonia, Esteban les da dinero, joyas y acciones a sus amigos para silenciarlos.
Días después, el grupo de amigos reciben una extraña invitación a un hotel de una supuesta vieja amiga, ahí aparece su anfitriona, Marcia, quien está de regreso para recuperar a los hijos que le arrebataron, vengarse y hacer justicia dando con el verdadero asesino de Patricia, que se encuentra entre ellos. Para comenzar su venganza, hace que Esteban rompa su noviazgo con Ana Rosa y que se vuelva a casar con ella, convirtiéndose en La Madrastra de sus propios hijos, quienes la rechazan y le hacen la vida imposible, aunque ella se irá ganando su cariño poco a poco.
Paralelamente Marcia intentará descubrir al culpable del crimen, a medida que avance la historia. Todos tenían motivos, cualquiera pudo haber sido.

## Reparto

### Principales
- Yael Unger como Marcia Espínola de San Lucas / Marcia Jones de San Lucas
- Walter Kliche como Esteban San Lucas
- Sonia Viveros como Claudia Molina
- Patricio Achurra como Leonelo Ibáñez García
- Claudia Di Girolamo como Luna San Lucas Espínola
- Cristián Campos como Greco Molina
- Marés González como Luisa San Lucas
- Nelly Meruane como Dora San Lucas
- Jaime Vadell como Donato Fernández
- Gloria Münchmeyer como Estrella Sáez
- Silvia Santelices como Felisa Morán
- Mario Lorca como Boris Echaurren
- Ana María Palma como Ana Rosa Del Río
- Gonzalo Robles como Carlos Diez
- Arturo Moya Grau como Saturnino Diez Cabezas «El Langosta»
- Sergio Urrutia como Miguel Ángel Molina
- Lucy Salgado como Casta de Molina
- Tennyson Ferrada como Padre Belisario
- Eduardo Naveda como Serafín Diez Cabezas
- Yoya Martínez como Viviana Soto «La Muda»
- Alberto Vega como Ricardo San Lucas Espínola
- Ramón Farías como Héctor San Lucas Espínola
- Coca Guazzini como Hortensia White
- Teresa Berríos como Julia

### Recurrentes e invitados especiales
- Astrid Campos como Patricia García.
- Paz Yrarrázaval como Leticia Jaramillo «La Condesa"
- Sergio Aguirre como Jaime
- Soledad Pérez como Soledad
- María Izquierdo como Marcela
- Marcela Ojeda como Macarena
- Humberto Gallardo como Luisín
- Osvaldo Bustamante como Raúl
- Mario Santander como Darío
- Eliana Vidiella como Cristina
- Aníbal Reyna como Fernando Hurtado
- Pedro Villagra como Gerardo Buendía
- María Elena Gertner como carcelera
- Claudia Paz como Irene Jaramillo
- Mireya Véliz como María.
- Mario Montilles como alcaide.
- Enrique Madiñá como doctor
- Javier Miranda como juez
- Elena Muñoz como Ana
- Bastián Bodenhöfer como cliente
- Guillermo Avilés como hijo de Leonello

## Impacto mediático
En su capítulo final, emitido el día antes de las Fiestas Patrias de 1981, produjo gran expectación en la ciudad de Santiago, ya que en el desenlace revelaría el nombre del asesino de Patricia. En ese entonces la cobertura de Canal 13 llegaba a muy pocos lugares de Chile, por lo que el fenómeno mediático se produjo más que nada en Santiago, Valparaíso, Viña del Mar, Rancagua, San Fernando, Curicó, Concepción y Talcahuano. También se emitió en diferido en Arica, Iquique, Antofagasta, Chuquicamata y Calama a través de la Red de Televisión de la Universidad del Norte y en La Serena y Coquimbo por el Canal 8 UCV Televisión.

## Versiones
A raíz del éxito de esta telenovela se realizaron diversos remakes mexicanos basados en la trama original, la cual fue vendida por Arturo Moya Grau a la cadena Televisa. Las siguientes adaptaciones libres fueron:
- Vivir un poco, telenovela producida por Valentín Pimstein en 1985, siendo protagonizada por Angélica Aragón y Rogelio Guerra.
- Para toda la vida, telenovela coproducida por Televisa y el canal chileno Mega de la mano de Lucero Suárez y Juan Osorio Ortiz en 1996, siendo protagonizada por Ofelia Medina y Exequiel Lavanderos.
- Forever, telenovela estadounidense coproducida por Fox TV y Televisa de la mano de Carlos Sotomayor en 1996, siendo protagonizada por María Mayenzet y James Richer.
- La madrastra, telenovela producida por Salvador Mejía, siendo protagonizada por Victoria Ruffo y César Évora.
- ¿Quién mató a Patricia Soler?, telenovela colombiana producida por R.T.I. para RCN Televisión y MundoFOX, protagonizada por Itati Cantoral y Miguel de Miguel.

- La madrastra, telenovela mexicana producida en 2022 por TelevisaUnivision, protagonizada por Aracely Arambula y Andrés Palacios.